# Голенищев, Владимир Семёнович
Владимир Семёнович Голенищев (17 [29] января 1856, Петербург — 5 августа 1947, Ницца) — русский египтолог. Наряду с Б. А. Тураевым, был одним из основателей и наиболее признанных авторитетов школ египтологии и ассириологии в России и мире, один из основателей каирской египтологической школы. Владел 13 языками.

## Происхождение
Родился 17 (29) января 1856 года в семье богатого купца первой гильдии и потомственного почётного гражданина Семёна Васильевича Голенищева (1821—1858). Купеческий род Голенищевых, происходивший из Казани, сумел утвердиться к середине XIX века в числе ведущих в Российской империи. Семёну Васильевичу принадлежало крупное предприятие с бумагопрядильным и ткацким производством (здесь трудились до 700 рабочих) на Обводном канале «Митрофаниевская мануфактура». Кроме того, он владел торговым домом (в форме полного товарищества), занимавшимся поставками, в том числе для собственной фабрики, американского хлопка через Петербургский порт. После его неожиданной смерти в Париже вдова Софья Гавриловна, посвящавшая всё своё время воспитанию детей — Владимира  и Надежды — решила записать на них торгово-промышленную фирму. Она была вынуждена продать роскошный особняк на Исаакиевской площади (дом № 5). Руководство бизнесом было отдано сродственнику Петру Ионовичу Черкасову (?—1885), по инициативе которого в феврале 1881 года было учреждено паевое «Товарищество Митрофаниевской мануфактуры бумажных изделий» с уставным капиталом 1 млн рублей: паи были разделены главным образом между членами семьи Голенищевых; более 90% всего капитала получили Владимир и его сестра Надежда. Кроме того, незначительным количеством паёв компании получили сыновья Петра Васильевича Голенищева (брата Семёна Васильевича) — Сергей Петрович, содержавший в Петербурге типографию и переплётную мастерскую и гражданский инженер Роман Петрович.
Окончил 1-ю Санкт-Петербургскую гимназию (1875), Петербургский университет (1879). Древним Египтом же он увлёкся ещё в юношеские годы. В 14-летнем возрасте Владимир Семёнович приобрёл свой первый древнеегипетский памятник, положивший начало его знаменитой коллекции.

## Египтолог
В 1880 году В. С. Голенищев зачислен на службу в Эрмитаж. Здесь он начал работу по каталогизации, реставрации и исследованию древнеегипетских памятников. До него этим никто не занимался, и никто точно не знал, что же из египетских древностей хранилось в Эрмитаже. Здесь, в Эрмитаже Владимир Семёнович сделал открытие, прославившее его как египтолога. Он нашёл прекрасный папирус с иератическими письменами. В результате своих исследований он выяснил, что папирус состоит из двух литературных произведений. Назвал он эту находку «Папирус № 1 Санкт-Петербурга». Папирус этот содержал «Поучение Мерикара» (Сейчас Папирус Эрмитаж 1116A) и «Пророчество Неферти» (Папирус Эрмитаж 1116B), вошедшие в список известнейших произведений Древнего Египта.
В 1881 году Владимир Семёнович сделал ещё одно потрясающее открытие масштаба мировой египтологии, открыв ещё один прекрасно сохранившийся папирус, датируемый эпохой Среднего царства и содержащий текст, впоследствии получивший название «Сказка о потерпевшем кораблекрушение» (Ныне — папирус Эрмитаж 1115).
В 1884—1885 годах Голенищев проводил свои эпиграфические исследования в Вади-Хаммамате, которые сам же и финансировал, а после опубликовал их результаты.
На протяжении следующих 25 лет он совершил более 60 поездок в Египет и собрал коллекцию из более чем 6000 египетских предметов, среди которых наиболее известны:
- Московский математический папирус
- Папирус с записью «Путешествия Уну-Амона»
- Фаюмские портреты.

## Передача коллекции
Постепенно положение финансовых дел В. С. Голенищева ухудшалось, и ему пришлось думать о том, чтобы продать свою богатейшую коллекцию. Сразу же посыпались предложения от различных иностранных музеев. Однако, Владимир Семёнович, будучи патриотом, решил, что коллекция должна остаться в России.
В 1909 году, благодаря усилиям Б. А. Тураева, И. В. Цветаева и других представителей интеллигенции, Дума согласилась приобрести коллекцию в рассрочку у разорившегося к тому моменту Голенищева.
В апреле 1911 года Иван Цветаев поручил своему помощнику Александру Назаревскому привезти коллекцию из Санкт-Петербурга.

 Получил командировку в Петербург энергичный, здоровый, полный сил Назаревский… В подмогу ему послан один из наших служителей, прежний кавалерист, человек расторопный и очень толковый… голенищевская кладь перевозится ныне из Эрмитажа преображенцами до Николаевского вокзала, и в полночь Назаревский со служителем садятся в товарно-пассажирский поезд, который через 2 ночи и день…привезёт кладь и их в Москву. 224 ящика весят свыше 1300 пудов, — И. В. Цветаев в письме Ю. С. Нечаеву—Мальцеву, Москва, 4 апреля 1911 года.
Коллекция попала в государственную собственность как раз к открытию нового Музея изящных искусств.

## За границей
В 1910 году Голенищев из-за болезни жены переехал во Францию и остаётся там. Первоначально он поселился в Ницце, в родном городе жены, а с 1915 года, по приглашению переехал в Египет. Здесь он основал кафедру египтологии в Каирском университете, которую возглавлял с 1924 по 1929 годы. В Египетском музее в Каире он систематизировал собрание иератических папирусов в «Сводный каталог Каирского музея».
В. С. Голенищев умер в Ницце 5 августа 1947 года в возрасте 91 года.

## Память
- один из папирусов, найденных им, носит название Папирус Голенищева[англ.]
- в 2006 году, к 150-летию со дня рождения Владимира Голенищева ему был установлен памятник в мемориале великих египтологов мира при Каирском Египетском музее, работы российского скульптора Петра Степанова[9].